# Анікєєв Юрій Володимирович
Ю́рій Володи́мирович Анікє́єв (нар. 11 червня 1983, Ківшарівка) — український шашкіст (шашки-64 й міжнародні шашки). 
17-й чемпіон світу ФМЖД з шашок-100 та 11-й чемпіон світу з шашок-64 з класичним контролем часу.
Чемпіон світу (2004), срібний (2008, 2018) і бронзовий (2002) призер з шашок-64 (бразильська версія); чемпіон світу (2018), бронзовий (2002) і срібний (2004) призер з шашок-64 (бразильська версія) у бліці; бронзовий (2018) призер чемпіонату світу з шашок-64 (бразильська версія) у рапіді.
Чемпіон Європи (2021) з шашок-64 (бразильська версія).
Чемпіон Європи (2019) та бронзовий призер чемпіонату Європи (2021) у рапіді з шашок-64 (російська версія). Бронзовий призер чемпіонату світу (2020) з шашок-64 (російська версія).
Чемпіон світу (2023) з міжнародних шашок, Чемпіон світу (2016, 2020) у швидкій грі (рапід) з міжнародних шашок (шашки-100) в особистому і командному (лише 2016 рік) заліках. Срібний (2017) та бронзовий (2020) призер чемпіонату світу у бліці з міжнародних шашок. 
Чемпіон Європи (2005, 2021) та бронзовий призер (2008, 2019, 2024) у бліці з міжнародних шашок. 
Чемпіон Європи (2024), срібний (2019) та бронзовий (2021) призер у рапіді з міжнародних шашок.
Багаторазовий чемпіон України з шашок-100 (2003, 2004, 2007, 2008, 2015, 2016). Чемпіон України з шашок-64 (2015, 2016). Багаторазовий чемпіон світу та Європи серед молоді з багатьох видів шашок. Капітан збірної команди України з шашок, ЗМСУ.

## Особисте життя
Юрій Анікєєв, уродженець селища Ківшарівка Харківської області, мешкає в Харкові з 2000 року. Закінчив Харківський національний університет радіоелектроніки та Харківську державну академію фізичної культури.
Веде блог «Шашки на Слобожанщині». У 2022 році опубліковано книгу Ю. Анікєєва з шашок-64 «Шашки — любов на все життя», у 2023 році вийшла книга «Шлях до досконалості» із стоклітинних шашок.
На пресс-конференції перед Матчем за звання чемпіона світу Юрій Анікєєв подарував своєму супернику Бхагавад Гіту.

## Спортивна кар'єра
Переможець і багаторазовий призер Кубка Європейської конфедерації у складі різних команд. Дворазовий чемпіон Голландії (2006, 2008) у складі клубу «Van Stigt Thans», срібний призер чемпіонату Росії у складі клубу «Машиностроитель» (Башкортостан) й бронзовий призер чемпіонату Польщі у складі клубу «Тор». Грав за бразильські клуби: «Sao Caetano do Sol» (2002—2004) і «Sao Jose de Rio Preto» (2007, 2008), в складі яких ставав переможцем Відкритих ігор (Jogos Abertos) штату Сан-Пауло.
7—14 березня 2019 року виграв етап Кубка світу з міжнародних шашок в Анталії (Туреччина), набрав 7 очок із 8 можливих.
Здобуття перемоги гарантувало включення Юрія до складу учасників І чемпіонату світових майстрів Міжнародної асоціації інтелектуальних видів спорту ІМСА (The 1st IMSA World Masters Championship), який відбувся в КНР 12—19 травня 2019. На цих змаганнях у Китаї він здобув бронзову медаль у швидкій програмі (рапід).

### «Дискваліфікація»
У січні 2017 року на три роки відсторонений від участі у всіх заходах Міжнародної федерації шашок (IDF) за «порушення Етичного кодексу IDF».
За словами президента української федерації шашок Анатолія Яценка, гросмейстера покарали за критику російського лідера Володимира Путіна і вихід на церемонію нагородження у вишиванці. На його думку таким чином правління Міжнародної федерації шашок, де керівник і 6 членів з 8 складали росіяни, усунула від змагань головного конкурента російських шашистів. На даний час згідно з рішенням Міжнародного спортивного суду в Лозанні (CAS): усі претензії IDF до українського спортсмена недійсні, трирічна дискваліфікація з 16 грудня 2016 року по 15 грудня 2019-го повністю анульована, Міжнародна федерація шашок має виплатити Анікєєву компенсацію у розмірі 5 тисяч швейцарських франків, та покрити витрати за хід судового процесу в CAS. IDF відмовилась виконувати рішення CAS і не виплачує призначену компенсацію.

### Досягнення
Міжнародний гросмейстер, Заслужений майстер спорту України.
Результати на чемпіонатах світу та Європи з шашок-64 (бразильська та російська версії) і Всесвітніх інтелектуальних іграх з класичним контролем часу
| Рік  | Рівень | Місце проведення | Результат | Місце |
| ---- | ------ | ---------------- | --------- | ----- |
| 2002 | ЧС     | Сан-Паулу        | +5=8-0    | 3     |
| 2004 | ЧС     | Убатуба          | +4=5-0    | 1     |
| 2008 | ВІІ    | Пекін            | +2=4-1    | 14-22 |
| 2008 | ЧС     | Ресіфі           | +3=7-0    | 2     |
| 2018 | ЧС     | Ізмір            | +2=5-0    | 2     |
| 2019 | ЧЄ     | Ізмір            | +4=4-0    | 1     |
| 2020 | ЧС     | Кушадаси         | +2=8-0    | 3     |
| 2021 | ЧЄ     | Каппадокія       | +3=7-0    | 1     |

1. ↑  +4=3-0 у швейцарському турнірі, нічиї в півфіналі і фіналі